# Anthony Collins (komponist)
 For alternative betydninger, se Anthony Collins. (Se også artikler, som begynder med Anthony Collins)
Anthony Vincent Benedictus Collins (født 3. september 1893 i Hastings, England - død 11. december 1963 i Los Angeles, Californien, USA) var en engelsk komponist og dirigent.
Collins studerede komposition og direktion på Det kongelige Musikkonservatorium i London (1920-1926) hos Gustav Holst og Adrian Boult. Han har skrevet 4 symfonier, orkesterværker, kammermusik, operaer, balletmusik og filmmusik, sidstnævnte som han blev mest berømt for. Han bosatte sig i USA (1939), hvor han hurtigt fik slået sit navn fast som filmkomponist og som dirigent for bl.a. New York filharmonikerne og Los angeles Symfoniorkester. Han blev kendt for sine grammofon indspilninger af den finske komponist Jean Sibelius 7 Symfonier.

## Udvalgte værker
- Symfoni nr. 1 (1940) - for strygeorkester
- Symfoni nr. 2 (1950) - for strygeorkester
- Symfoni nr. 3 (19?) (tabt) - for orkester
- Symfoni nr. 4 (19?) (tabt) - for orkester
- Elegi "til minde om Edward Elgar" (1942) - for orkester
- "Hogarth suite" (1952) - for obo og strygeorkester